# Cône (spéléothème)

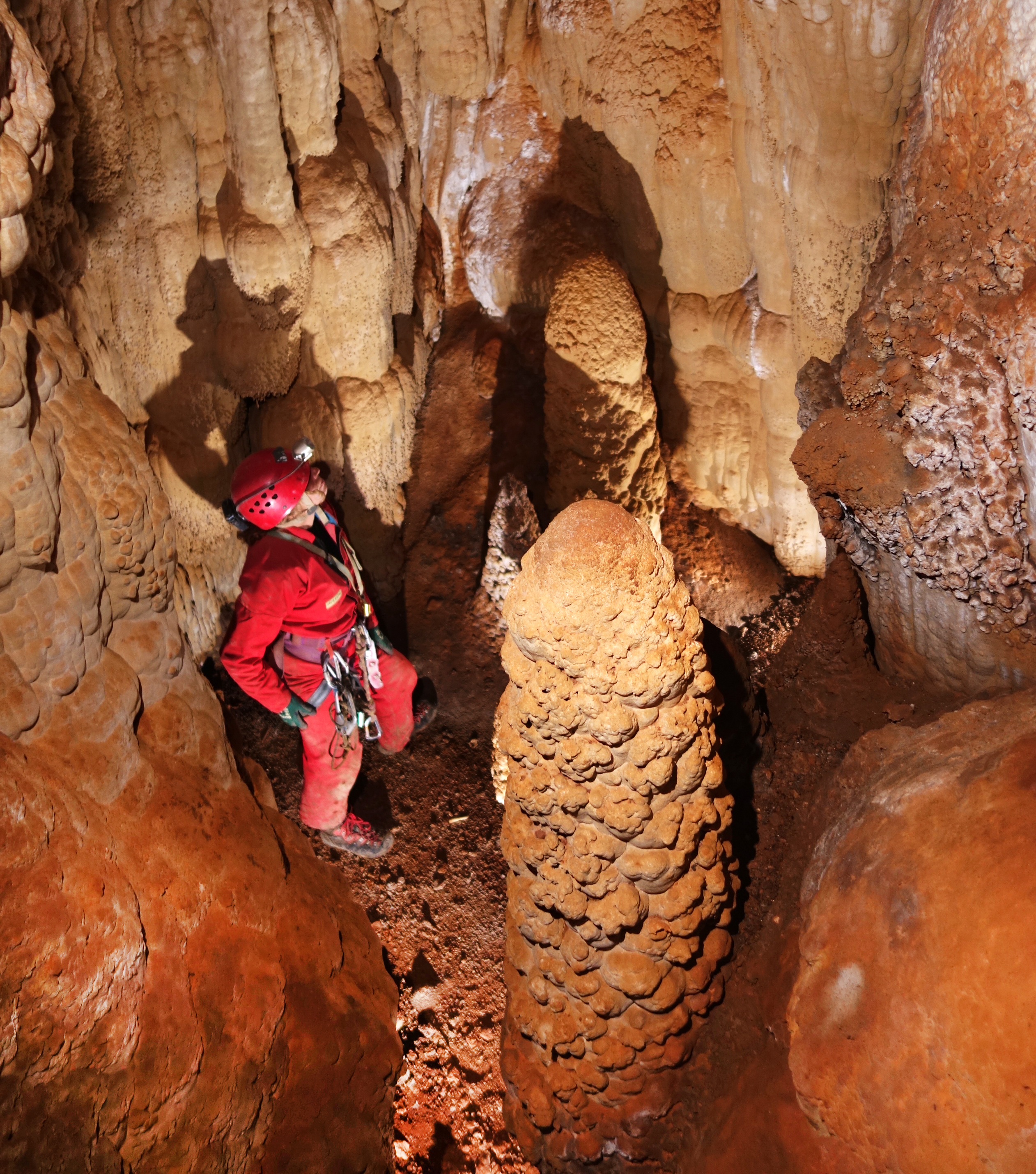
Cônes dans l'aven des Trois trous, Saint-Guilhem-le-Désert, Hérault, France.

Un cône est un spéléothème qui se forme dans des gours ou bassins d'eau très minéralisée.

## Mode de formation
Les gouttes d'eau qui tombent régulièrement du plafond dans le gour entrainent de petits morceaux de calcite flottante par le fond. L'accumulation de ces radeaux de calcite au fond du gour constitue petit à petit des cônes de calcite qui ressemblent à des stalagmites, mais qui n'en sont pas. En effet, les stalagmites se forment à l'air libre alors que les cônes se forment sous l'eau.
La croissance des cônes est limitée en hauteur, car ils ne peuvent dépasser le niveau du gour dans lequel ils se sont formés. Les concentrations de cônes dans des lacs forment des spéléothèmes de même hauteur dont la taille dépend de la profondeur du bassin.
Lorsque le gour est peu profond, on peut voir apparaitre des cônes en forme de volcan qui affleurent à la surface de l'eau.

## Illustrations

Différents cônes dans le monde
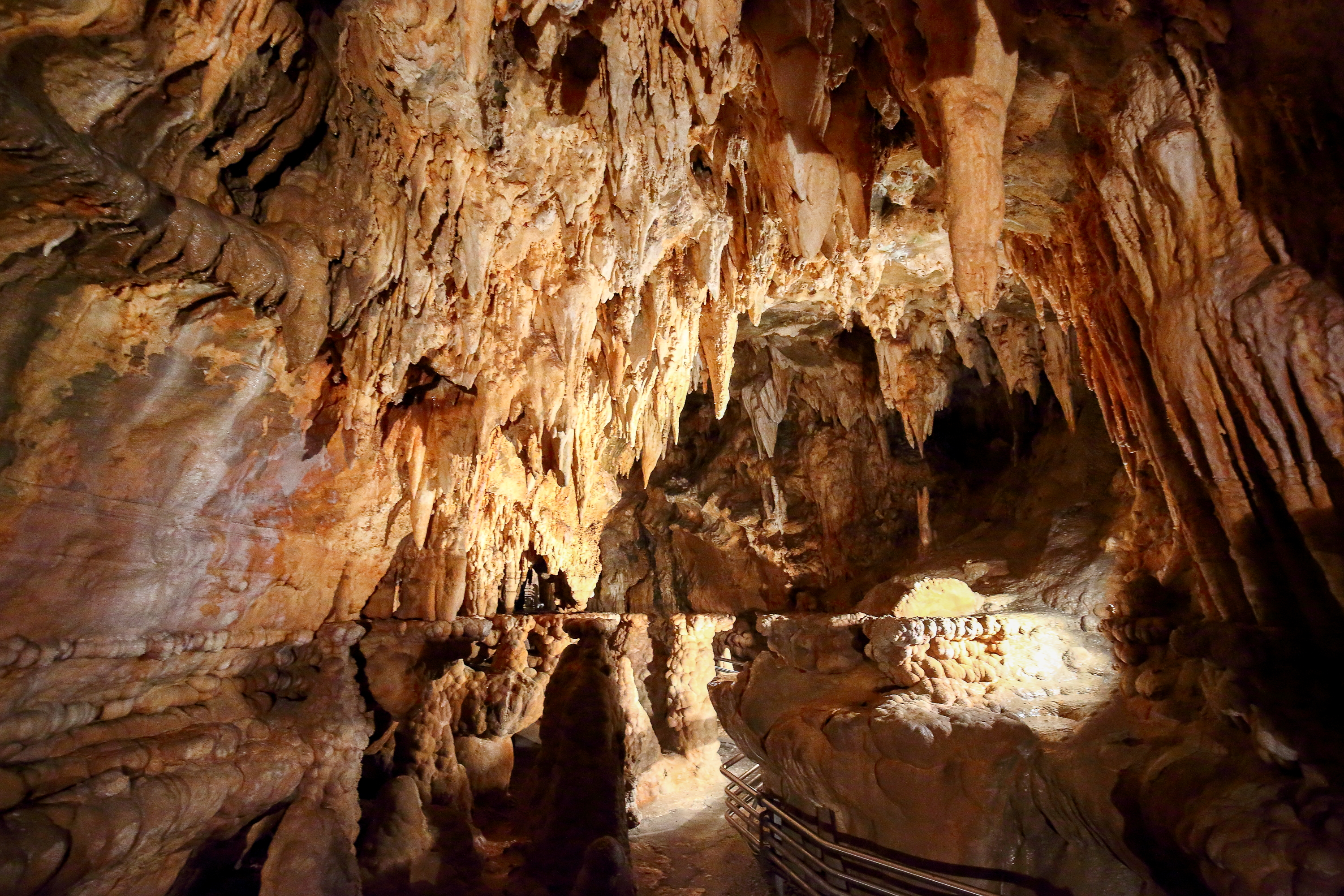
Cônes des grottes de Toirano, Ligurie, Italie.
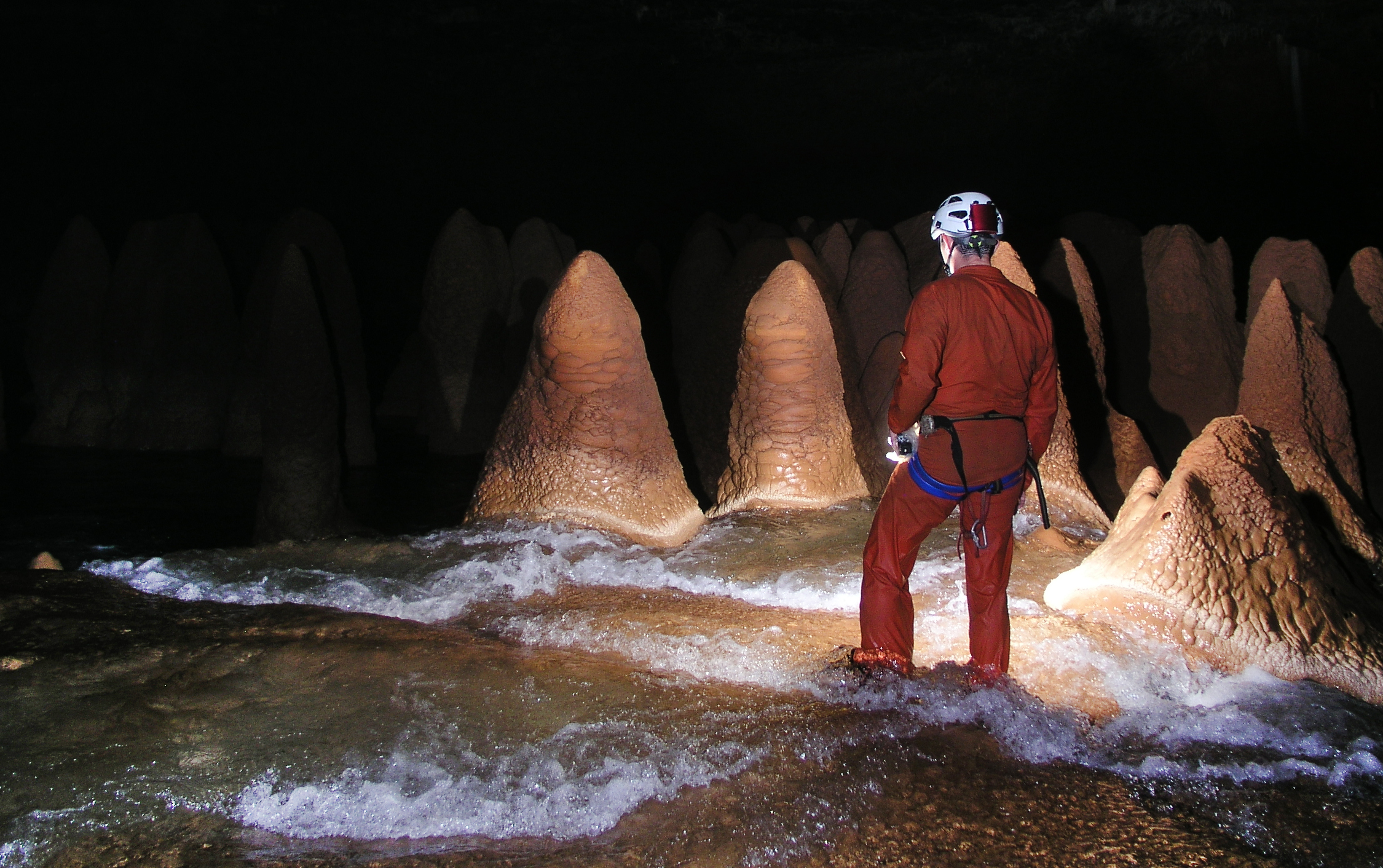
Cônes dans la Garganta do Bacupari, Sao Desiderio, Bahia, Brésil.
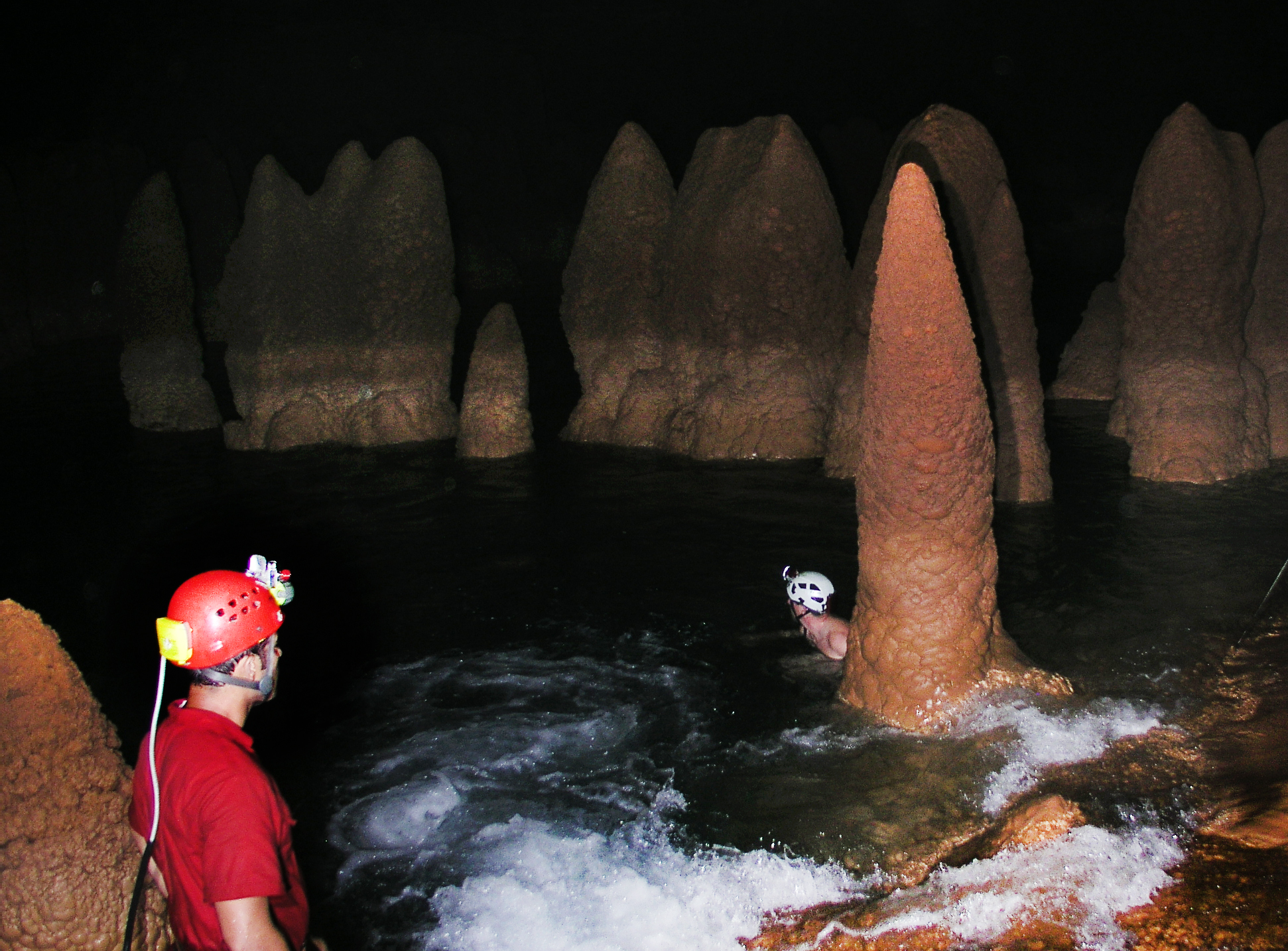
Cônes dans un lac du gouffre de Bacupari, Sao Desiderio, Bahia, Brésil.
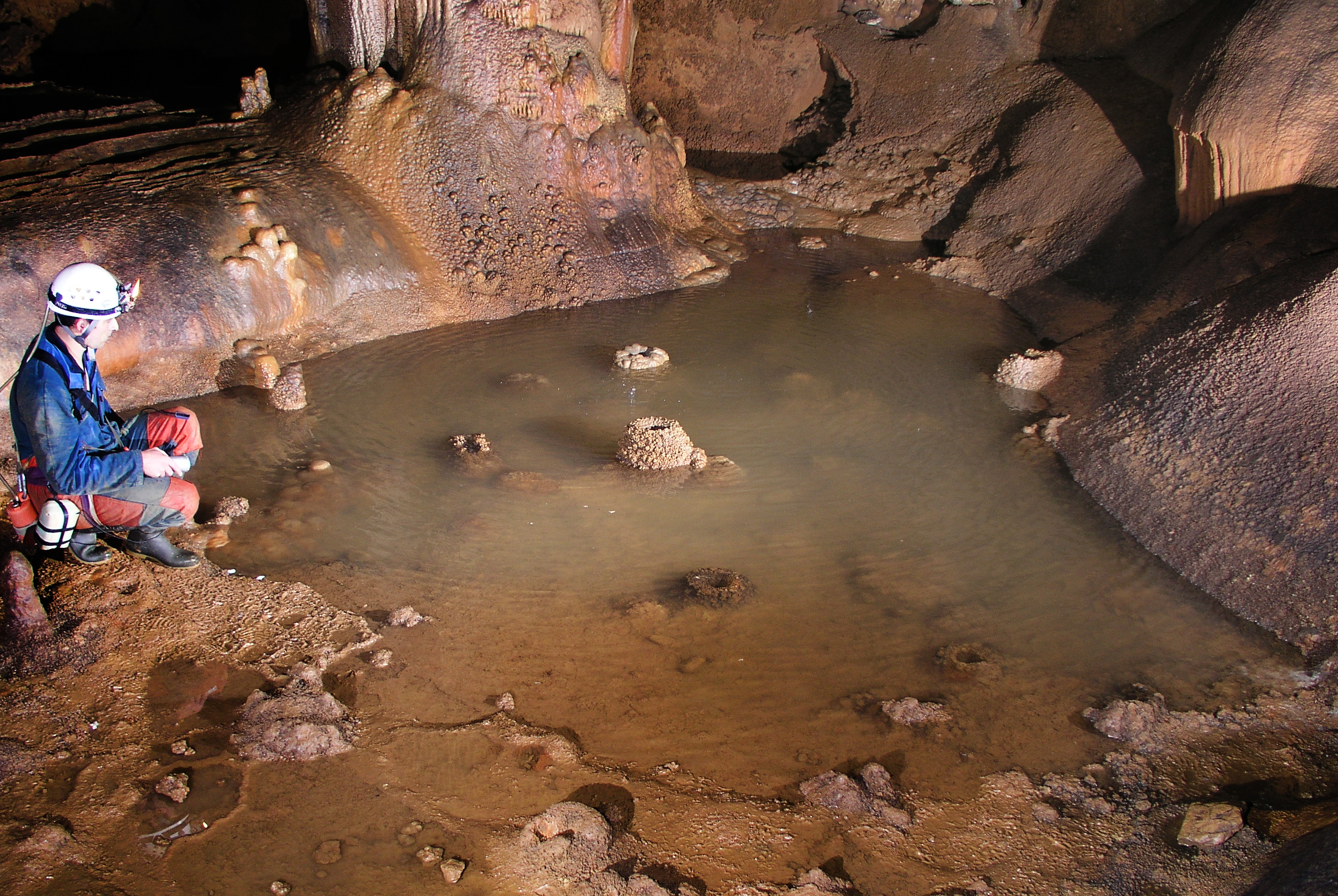
Petits cônes en forme de volcan, aven du Marteau, Vallon-Pont-d'Arc, Ardèche, France.
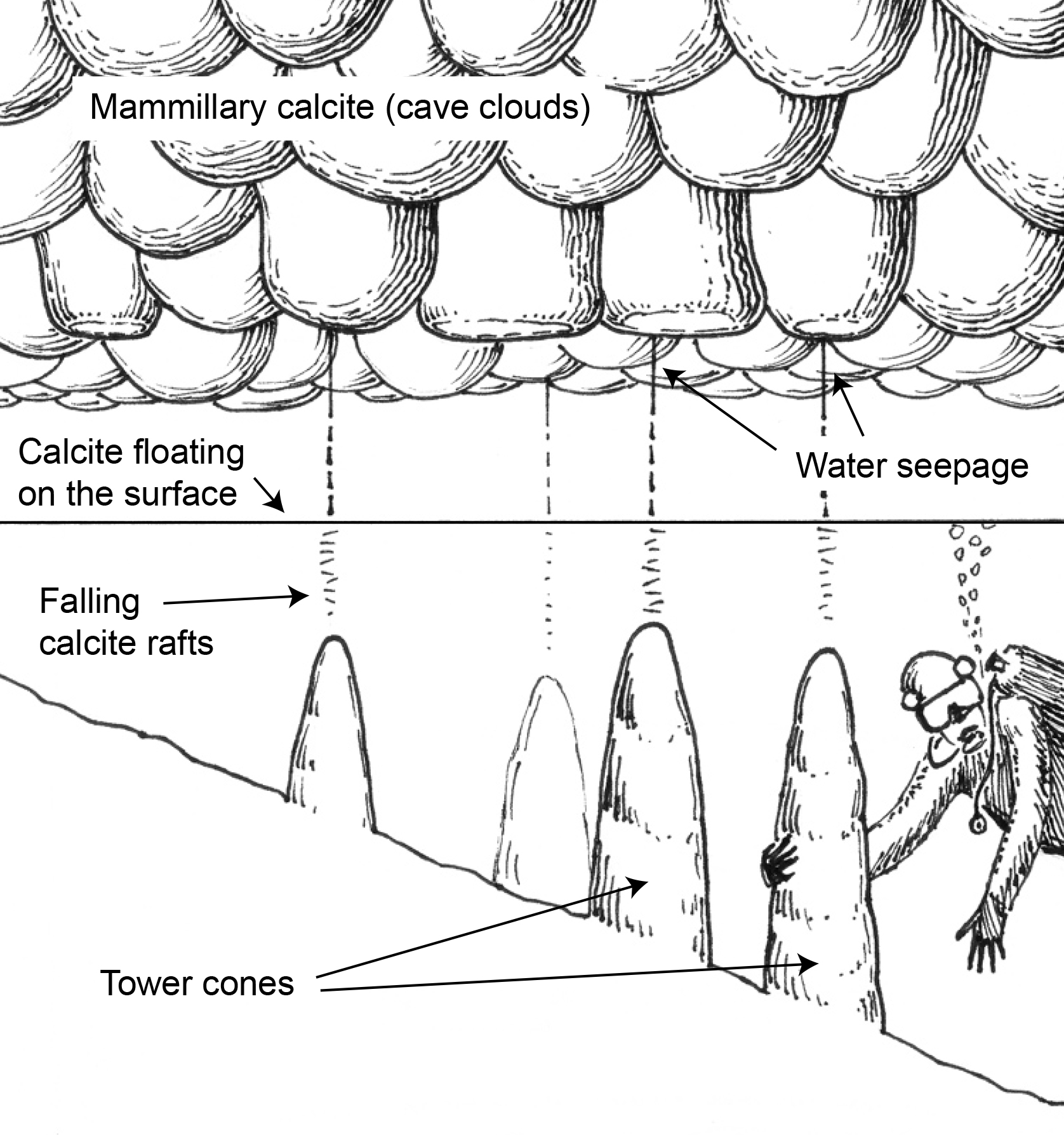
Croquis des cônes de la grotta Giusti, Monsummano Terme, Toscane, Italie.